# Вранчич, Векослав
Векослав Вранчич (хорв. Vjekoslav Vrančić; 25 марта 1904, Любушки — 25 сентября 1990, Буэнос-Айрес) — хорватский политик Независимого государства Хорватия, в послевоенные годы эмигрировал в Аргентину.

## Биография

### Довоенные годы
Учился в школах в Гацко и Мостаре, в Мостаре он осел в 1916 году после смерти отца. Окончил малое торговое училище в Мостаре и академию торговли в Сараево (1924 год). С 1925 года работал счетоводом в конторе по страхованию рабочих Мостара. Занимался политикой и культурой, входил в состав нескольких хорватских обществ в Мостаре. Был деятелем местного комитета Хорватской крестьянской партии, Хорватского хора «Хрвое», хорватского Сокольского движения и спортивного клуба «Зриньски».
В 1929 году Вранчич уехал в Уругвай, стал сотрудником компании «Swift & Co» в Монтевидео, в 1930 году стал сотрудником Министерства социальной политики и народного здравоохранения. Переселился в Буэнос-Айрес, где занялся помощью хорватской общине в условиях экономического кризиса. Из Буэнос-Айреса он впервые установил контакт с Анте Павеличем, который в то время пребывал в Италии. Сотрудничал с редактором журнала «Croacia» Иво Колусси. По предложению Вранчича, Анте Павелич отправил в Аргентину Бранко Елича, который помог в 1930 году образовать филиал организации «Hrvatski Domobran» в Буэнос-Айресе. Вранчич работал в Аргентине до 1931 года.
В 1931 году Вранчич вернулся в Загреб, а затем переехал в Вену, где обучался в Венском университете. Там он встретил множество идеологических соратников (Иво Перчевич, Стево Дуич и т. д.). В 1934 году окончил Венский университет, в 1936 году защитил докторскую диссертацию. По возвращении в Югославию был арестован по обвинению в антигосударственной деятельности, но затем освобождён. Работал представителем немецкого химического концерна I. G. Farbenidustrie.

### Война
После провозглашения Независимого государства Хорватии Векослав Вранчич был назначен заместителем министра иностранных дел НГХ Младена Лорковича. К февралю 1942 года, усилиями Лорковича и Вранчича, Хорватия имела посольства в Риме, Берлине, Братиславе, Будапеште, Бухаресте, Софии, Мадриде и Хельсинки, генеральные консульства в Задаре, Милане, Вене и
Праге, консульства в Мюнхене, Граце, Риеке и Любляне.
В 1942 году он был назначен представителем Павелича при 2-й итальянской армии, вёл переговоры с представителями югославских четников — Евджевичем, Грджичем и Кралевичем. Позднее был заместителем министра внутренних дел Хорватии, в ведении которого были концлагеря и все силы внутренней безопасности. Получил личную благодарность от Адольфа Гитлера за успешную работу по планированию массовых выселений гражданских лиц.
Вранчич был одним из доверенных лиц Анте Павелича, осуществлявших политику усташей в Боснии и Герцеговине. Он относился к числу тех идеологов, которые называли боснийцев «хорватами исламского вероисповедания». К Вранчичу критически относился Дидо Кватерник, который считал Вранчича марионеткой в руках Павелича и даже говорил о слишком близких отношениях Павелича и Вранчича. 5 мая 1943 года Вранчич предложил образовать «Хорватскую добровольческую дивизию Ваффен-СС», выступив в Загребе перед высшим военным руководством СС.
Векослав Вранчич дослужился до звания майора в усташской армии. К концу войны он занимал пост помощника министра иностранных дел, затем посты министра труда и министра торговли НГХ.

### Конец войны
В конце войны Павелич, пытаясь спастись от югославского трибунала, отправил Векослава Вранчича и Андрию Вркляна к командованию западных союзников в Италии, чтобы те обсудили возможность капитуляции Хорватии с последующим переходом на сторону Западных союзников. Обоих бросили в лагерь военнопленных. 
Вранчич, при помощи Ватикана и, возможно, при поддержке разведки США, сумел избежать суда и выбраться ещё дальше — в Аргентину по поддельным документам, сделанным Крунославом Драгановичем.
12 февраля 1947 г. специальный агент CIC (Корпуса контрразведки армии США) Роберт Клейтон Мадд сообщил в Центр: «Соратники Павелича — командующий ВВС Владимир Крен и также заместитель министра иностранных дел Векослав Вранчич — скрываются в Церкви Сан-Джироламо-деи-Кроати, находящейся под управлением Ватикана. По информации из достоверных источников, в ближайшее время Павелич и его люди будут вывезены в Южную Америку».
Вранчич прожил остаток жизни в Аргентине, в Буэнос-Айресе, стал вице-президентом самопровозглашённого правительства Хорватии в изгнании, которое возглавлял лично Павелич. Оказывая помощь хорватской общине, Вранчич стал одним из основателей Хорватского освободительного движения и основал еженедельную газету Hrvatski narod. Сотрудничал с ультраправыми террористическими организациями Аргентины. За свою политическую деятельность Вранчичу в 1974 году закрыли въезд в Австралию. Автор ряда мемуаров о своей деятельности в правительстве НГХ.
В 1980 году на заседании Хорватского национального совета Вранчич призвал хорватскую диаспору отказаться от усташской идеологии в борьбе за независимость и суверенитет Хорватии.